# Stazione di Trebisacce
La stazione di Trebisacce è una stazione ferroviaria posta al km 107+701 sulla linea Taranto-Reggio di Calabria. Serve il centro abitato di Trebisacce.

## Storia
La stazione è stata attivata il 18 agosto del 1869, contemporaneamente all'apertura della tratta "Marconia-Trebisacce".

## Strutture e Impianti
La stazione, gestita da Rete Ferroviaria Italiana, disponeva di 3 binari (il terzo da qualche anno è stato soppresso), di cui 2 utilizzati per il servizio viaggiatori e 1 invece secondario utilizzato di raro e ora è dotata di sottopassaggio e pensiline/sala d'aspetto di nuova fattura..
Il 13 novembre del 1989 il piazzale della stazione venne elettrificato come anche il resto della linea Taranto-Sibari.
La stazione è stata rinnovata e adeguata cosi come sta avvenendo per tutte le altre stazioni della Jonica, con la realizzazione del sottopassaggio dal 1º binario al 2º binario mentre il 3º binario di stazione è stato rimosso, realizzazione della pensilina per l'attesa dei treni e dell'intero fabbricato della stazione.

## Movimento

### Trasporto nazionale
La stazione è servita da treni InterCity che collegano lo scalo con Reggio Calabria, Taranto, Bari e Lecce.
I treni InterCity vengono effettuati con elettrotreni HTR.412, e con locomotori diesel D.445.
Trasporto regionale
La stazione è priva di un ordinario servizio regionale, però risulta servita, nei fine settimana dell’estate 2024 dai treni “Magna Grecia Line”, circolanti tra le stazioni di Sibari e Taranto solo il sabato e la domenica tra il 9 giugno e il 29 settembre. 

## Servizi
La stazione è classificata da RFI nella categoria "Silver" e dispone di:
- Bar
- Servizi igienici

## Interscambi
Sul piazzale antistante la stazione osservano fermata gli autoservizi sostitutivi.
- Fermata autobus